# Вегер Ілля Сергійович
Ілля Сергійович Вегер (нар. 1865, місто Катеринослав, тепер місто Дніпро — 20 грудня 1948, місто Москва) — радянський партійний діяч, голова Чернігівського губернського комітету КП(б)У. Член ВЦВК (1918). Батько Вегера Євгена Ілліча.

## Біографія
Народився в бідній міщанській родині кустаря-одинака. Закінчив гімназію в місті Катеринославі.
Працював підручним ливарника металургійного заводу в Катеринославі. Був членом підпільного осередку «Народної волі», працював у підпільній типографії в Катеринославі.
У 1888 році служив рядовим у російській імператорській армії.
Навчався на суспільному відділенні фізико-математичного факультету Московського університету. У березні 1890 року за революційну діяльність виключений з університету, але у вересні 1890 року — поновлений. Був обраний старостою курсу Московського університету. Восени 1890 року за участь у безладах був виключений з університету другий раз. З 1890 по 1891 рік навчався рік на медичному факультеті в Київському університеті святого Володимира. У 1891 році заарештований за участь у зборах з приводу панахиди по Шелгунову, висланий з Москви. З 1891 по 1894 рік навчався на медичному факультеті в Казанському університеті. У 1893 році брав участь в експедиції по боротьбі з холерою в Оренбурзькій губернії. Поновився на медичний факультет Московського університету, який закінчив 1897 року.
З 1897 року — лікар ткацької фабрики Павлова в селі Песцово (Лісцово) Костромської губернії. Був звільнений з роботи за революційну пропаганду. З 1898 року — лікар ткацької фабрики міста Шуя. Також був звільнений з роботи за революційну пропаганду. У 1900—1901 роках — лікар чавуноливарного заводу в місті Стрелітамак, звільнений з роботи за революційну діяльність.
У 1902—1903 роках — санітарний лікар на будівництві залізниці Петербург—Вологда. У 1903 році працював лікарем земської лікарні Московського повіту. У 1904 році — земський лікар дільниці Новоладозького повіту. У 1904—1905 роках — санітарний лікар земства в місті Саратові.
Член РСДРП (меншовиків) з 1904 по 1917 рік.
У 1906—1909 роках — дільничний земський лікар у Москві, ординатор Московської міської лікарні. Вів партійну роботу в Москві, підтримував зв'язок з Московським комітетом РСДРП. У 1909 році обирався делегатом 1 Всеросійського з'їзду фабрично-заводських лікарів.
У 1909—1910 роках — лікар чавуноливарного заводу в селищі Архангельський Уфимської губернії; земський санітарний лікар у місті Уфі.
У 1910—1911 роках — лікар губернської земської лікарні в місті Санкт-Петербурзі. У 1911—1915 роках — санітарний лікар земства в місті Саратові; міський санітарний лікар земства в місті Москві; завідувач Уфимського губернського санітарного бюро; санітарний лікар земства в місті Астрахані.
У липні 1915 — лютому 1917 року — лікар-ординатор російського військового госпіталю в Туркестані, а потім у місті Москві.
Член РСДРП(б) з лютого 1917 року.
З березня 1917 року — член виконавчого комітету Московської ради, член військової ради Комітету громадської безпеки в Москві. З травня 1917 року — голова Московського повітового виконавчого комітету рад робітничих депутатів. До вересня 1917 року — голова Московського губернського виконавчого комітету рад.
У жовтні 1917 року був відряджений Московським комітетом РСДРП(б) із Москви до Петрограда, обраний командиром загону матросів Балтійського флоту в місті Лодейне Поле. Прибув із загоном до Москви вже після встановлення в місті радянської влади.
У жовтні 1917 — вересні 1918 року — член колегії Народного комісаріату праці РРФСР. У січні — вересні 1918 року — член Ради лікарських колегій при РНК РРФСР. У грудні 1917 — 27 березня 1918 року — голова колегії відділу управління медичної частини Народного комісаріату внутрішніх справ РРФСР. У грудні 1917 — січні 1918 року — голова колегії управління у ветеринарних справах Народного комісаріату внутрішніх справ РРФСР.
У вересні — грудні 1918 року — голова виконавчого комітету Казанської міської ради, голова виконавчого комітету Казанської губернської ради.
У січні — вересні 1919 року — особливоуповноважений з постачання Червоній армії зброї в Українській РСР. Одночасно у 1919 році — член Чернігівського губернського комітету КП(б)У. З лютого по квітень 1919 року — голова Чернігівського губернського комітету КП(б)У.
У вересні 1919 — червні 1920 року — помічник завідувача, завідувач політичного відділу Туркестанської армії і Туркестанського фронту РСЧА.
У липні 1920 — квітні 1921 року — військовий комісар 3-го кавалерійського корпусу 4-ї армії РСЧА на Південному фронті.
1 травня — 1 жовтня 1921 року — комісар служби руху Південних залізниць. У жовтні 1921 — 1923 року — комісар Центрального комітету перевезень Народного комісаріату шляхів сполучення РРФСР. У 1923 — листопаді 1924 року — керуючий справами Центрального комітету перевезень Народного комісаріату шляхів сполучення СРСР.
У листопаді 1924 — вересні 1925 року — голова правління Держстраху РРФСР.
З вересня 1925 по лютий 1926 року не працював, проживав у Москві. У лютому 1926 — червні 1927 року — член секції навчальних закладів і навчальної частини ЦВК СРСР. У червні 1927 — червні 1928 року — голова правління тресту «Центршамот» у Москві. З липня 1928 по березень 1929 року не працював, проживав у Москві. У березні — червні 1929 року — голова правління тресту «Центршамот» у Москві.
У березні 1929 — травні 1930 року — секретар виконавчого комітету Об'єднаного товариства Червоного Хреста і Червоного Півмісяця в Москві.
У травні 1930 — грудні 1931 року — керуючий тресту Оргсклад у Москві. У січні 1932 — вересні 1933 року — керуючий кислотного управління в Москві. У вересні 1933 — червні 1934 року — директор Всесоюзного науково-дослідного інституту складних фундаментів і матеріалів (ВІОС) у Москві.
З червня 1934 року — пенсіонер у Москві. Похований на Новодівочому цвинтарі Москви.